# Débats Bohr-Einstein

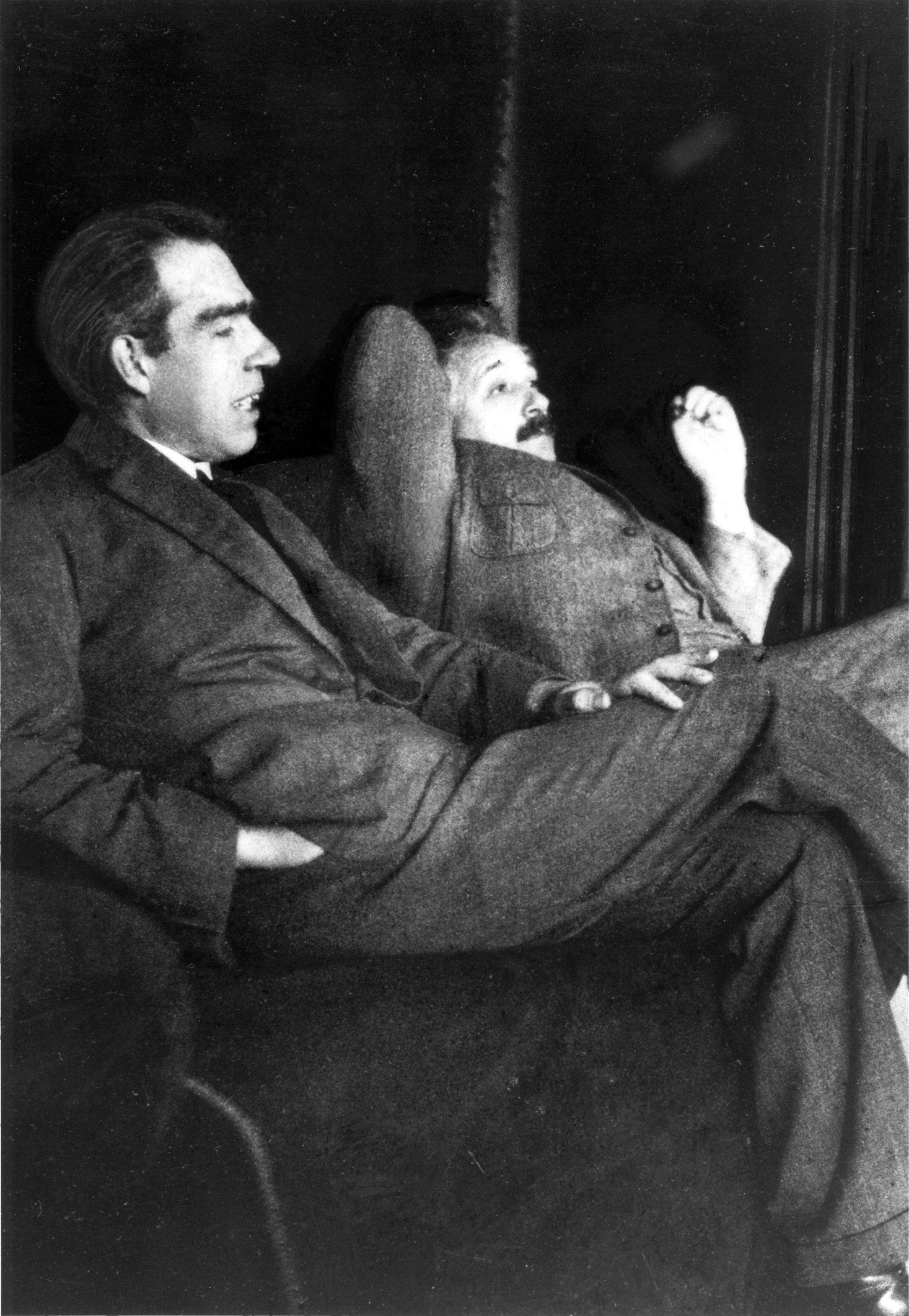
Niels Bohr et Albert Einstein en discussion. Photo prise par Paul Ehrenfest chez lui à Leyde aux Pays-Bas le 11 décembre 1925, probablement lors de la célébration du du doctorat d'Hendrik Lorentz.

Les débats Bohr-Einstein sont une longue controverse sur la mécanique quantique qui a principalement opposé, à partir de 1927, et pendant plusieurs années, Niels Bohr et Albert Einstein, les pères de cette théorie. 
La controverse porte sur une lecture différente de l'aspect probabiliste de la mécanique quantique par les deux physiciens.

## Le débat
Albert Einstein estimait que la dimension probabiliste de la mécanique quantique n’était qu’un effet de son incomplétude. Pour lui, si on cherchait encore on arriverait à une théorie qui lèverait cette incertitude. 
Niels Bohr, au contraire, disait que l’incertitude et les probabilités étaient au cœur même de la nature au niveau microscopique.
On y retrouve le célèbre échange entre les deux protagonistes, où Einstein aurait lancé à Bohr : « Dieu ne joue pas aux dés », ce à quoi Bohr aurait répondu : « Mais qui êtes-vous, Albert Einstein, pour dire à Dieu ce qu'il doit faire ? » Ces débats de grande qualité et plus précisément le compte-rendu rédigé par Niels Bohr en 1949, sont une source de premier plan pour la philosophie des sciences et plus précisément pour la philosophie de la physique . « Plutôt que d'affaiblir la théorie [quantique], les questions d'Einstein amenèrent Bohr à clarifier et renforcer ses idées. » Leurs conceptions durablement divergentes n'ont pas empêché ces hommes de s'estimer et de ressentir mutuellement de l'admiration jusqu'à la fin de leur vie.